# Група джерел «Ізвір»
Група джерел «Ізвір» — гідрологічна пам'ятка природи місцевого значення. Розташована у с. Вербка Тульчинського району Вінницької області. Оголошена відповідно до рішення Вінницького облвиконкому  № 384 від 18.08.1983 р. Охороняються стародавні джерела ґрунтової води, які живлять, р. Марківку.